# Manderson-White Horse Creek
Manderson-White Horse Creek(lakota: oyúȟpe) és una concentració de població designada pel cens dels Estats Units a l'estat de Dakota del Sud. Segons el cens del 2000 tenia 626 habitants.

## Demografia
Segons el cens del 2000, Manderson-White Horse Creek tenia 626 habitants, 109 habitatges, i 97 famílies. La densitat de població era de 42,4 habitants per km².
Dels 109 habitatges en un 61,5% hi vivien nens de menys de 18 anys, en un 30,3% hi vivien parelles casades, en un 48,6% dones solteres, i en un 10,1% no eren unitats familiars. En el 9,2% dels habitatges hi vivien persones soles l'1,8% de les quals corresponia a persones de 65 anys o més que vivien soles. El nombre mitjà de persones vivint en cada habitatge era de 5,7 i el nombre mitjà de persones que vivien en cada família era de 5,99.
Per edats la població es repartia de la següent manera: un 52,9% tenia menys de 18 anys, un 10,9% entre 18 i 24, un 22% entre 25 i 44, un 10,9% de 45 a 60 i un 3,4% 65 anys o més.
L'edat mediana era de 17 anys. Per cada 100 dones de 18 o més anys hi havia 83,2 homes.
La renda mediana per habitatge era de 8.229 $ i la renda mediana per família de 8.229 $. Els homes tenien una renda mediana de 13.750 $ mentre que les dones 13.750 $. La renda per capita de la població era de 4.440 $. Entorn del 75,9% de les famílies i el 74,6% de la població estaven per davall del llindar de pobresa.

## Poblacions properes
El següent diagrama mostra les poblacions més properes.